# PTT Pattaya Open 2014
PTT Pattaya Open 2014 byl tenisový turnaj pořádaný jako součást ženského okruhu WTA Tour, který se hrál v areálu Dusit Thani Hotel na otevřených dvorcích s tvrdým povrchem. Konal se mezi 27. lednem až 2. únorem 2014 v thajském městě Pattaya jako 23. ročník turnaje.
Turnaj s rozpočtem 250 000 dolarů patřil do kategorie WTA International Tournaments. Nejvýše nasazenou hráčkou ve dvouhře byla patnáctá tenistka světa Sabine Lisická z Německa, která před druhým kolem z turnaje odstoupila pro zranění pravého ramena.

## Rozdělení bodů a finančních odměn

### Rozdělení bodů
| Soutěž  | Vítězky | F   | SF  | ČF | 16 v kole | 32 v kole | Q  | Q2 | Q1 |
| ------- | ------- | --- | --- | -- | --------- | --------- | -- | -- | -- |
| dvouhra | 280     | 180 | 110 | 60 | 30        | 1         | 18 | 12 | 1  |
| dvouhra | 280     | 180 | 110 | 60 | 1         |           |    |    |    |

### Finanční odměny
| Soutěž            | Vítězky | Finále  | Semifinále | Čtvrtfinále | 16 v kole | 32 v kole | Q2     | Q1   |
| ----------------- | ------- | ------- | ---------- | ----------- | --------- | --------- | ------ | ---- |
| dvouhra           | $43 000 | $21 400 | $11 500    | $6 200      | $3 420    | $2 200    | $1 285 | $750 |
| čtyřhra *         | $12 300 | $6 400  | $3 435     | $1 820      | $960      |           |        |      |
| * – částka na pár |         |         |            |             |           |           |        |      |

## Ženská dvouhra

### Nasazení
| Stát          | Hráčka                      | WTA1) | Nasazení |
| ------------- | --------------------------- | ----- | -------- |
| Německo       | Sabine Lisická              | 15.   | 1.       |
| Rusko         | Světlana Kuzněcovová        | 20.   | 2.       |
| Rumunsko      | Sorana Cîrsteaová           | 21.   | 3.       |
| Rusko         | Jekatěrina Makarovová       | 22.   | 4.       |
| Rusko         | Jelena Vesninová            | 28.   | 5.       |
| Španělsko     | Garbiñe Muguruzaová         | 38.   | 6.       |
| Spojené státy | Bethanie Matteková-Sandsová | 41.   | 7.       |
| Čína          | Pcheng Šuaj                 | 43.   | 8.       |

- 1) Žebříček WTA k 13. lednu 2014.

### Jiné formy účasti
Následující hráčky obdržely divokou kartu do hlavní soutěže:
- Světlana Kuzněcovová
- Niča Lertpitaksinčajová
- Peangtarn Plipuečová
- Věra Zvonarevová

Následující hráčky postoupily z kvalifikace:
- Alexandra Dulgheruová
- Aleksandra Krunićová
- Alla Kudrjavcevová
- Olga Savčuková

### Odhlášení
před zahájením turnaje
- Misaki Doiová
- Varvara Lepčenková
- Ajumi Moritová
- Kurumi Naraová

v průběhu turnaje
- Světlana Kuzněcovová (poranění levé kyčle)
- Sabine Lisická (poranění pravého ramena)

## Ženská čtyřhra

### Nasazení
| Stát  | Hráčka                | Stát      | Hráčka                        | WTA1) | Nasazení |
| ----- | --------------------- | --------- | ----------------------------- | ----- | -------- |
| Rusko | Jekatěrina Makarovová | Rusko     | Jelena Vesninová              | 11.   | 1.       |
| Česko | Andrea Hlaváčková     | Španělsko | Anabel Medinaová Garriguesová | 42.   | 2.       |
| Rusko | Alla Kudrjavcevová    | Austrálie | Anastasia Rodionovová         | 48.   | 3.       |
| Čína  | Pcheng Šuaj           | Čína      | Čang Šuaj                     | 51.   | 4.       |

- 1) Žebříček WTA ke 13. lednu 2014; číslo je součtem umístění obou členek páru.

### Jiné formy účasti
Následující páry obdržely divokou kartu do hlavní soutěže:
- Noppawan Lertčeewakarnová /  Věra Zvonarevová
- Varatčaja Vongteančajová /  Varunja Vongteančajová

## Přehled finále

### Ženská dvouhra
- Jekatěrina Makarovová vs.  Karolína Plíšková 6–3, 7–6(9–7)

### Ženská čtyřhra
- Pcheng Šuaj /  Čang Šuaj vs.  Alla Kudrjavcevová /  Anastasia Rodionovová 3–6, 7–6(7–5), [10–6]